# Пусто Шилово
Пусто Шилово је насеље у Србији у општини Медвеђа у Јабланичком округу. Према попису из 2022. било је 39 становника.
Шилово, као село које је на брдско-планинском простору, обилује природним и минералним ресурсима, попут шума, руда и камена, па тако и културно-историјских важних тековина, као што су рана хришћанска светилишта. Становници су већином настанили ове просторе из Црне Горе, од 1878. године у неколико наврата. Село се граничи са насељеним местом Медвеђа, а имало је неколико незваничних иницијатива за промену назива (Витезово, Зелена Јабука, Шљивовац).
У атару медвеђанског села Шилова, налази се ограђени гатер за дивље свиње. Подручје је погодно за узгајање воћа (шљиве, крушке, јабуке, кајсије, ораси, дуње, дуд; шумско воће), лековитог биља (кантарион, хајдучка трава, босиљак) и сточарства (краве, овце, козе). Село је познато по производњи и дегустацији добре домаће ракије.

## Демографија
У насељу Пусто Шилово живи 63 пунолетна становника, а просечна старост становништва износи 51,9 година (50,4 код мушкараца и 53,4 код жена). У насељу има 34 домаћинства, а просечан број чланова по домаћинству је 2,18.
Ово насеље је у потпуности насељено Србима (према попису из 2002. године).
|  |

| Демографија | Демографија | Демографија |
| Година      | Становника  | Становника  |
| ----------- | ----------- | ----------- |
| 1948.       | 487         |             |
| 1953.       | 499         |             |
| 1961.       | 390         |             |
| 1971.       | 299         |             |
| 1981.       | 188         |             |
| 1991.       | 103         | 103         |
| 2002.       | 74          | 74          |
| 2011.       | 65          |             |
| 2022.       | 39          |             |

| Етнички састав према попису из 2002.‍ | Етнички састав према попису из 2002.‍ | Етнички састав према попису из 2002.‍ | Етнички састав према попису из 2002.‍ | Етнички састав према попису из 2002.‍ |
| ------------------------------------ | ------------------------------------ | ------------------------------------ | ------------------------------------ | ------------------------------------ |
|                                      |                                      |                                      |                                      |                                      |
| Срби                                 | Срби                                 |                                      | 74                                   | 100,0%                               |

| Година пописа     | 1948. | 1953. | 1961. | 1971. | 1981. | 1991. | 2002. |
| ----------------- | ----- | ----- | ----- | ----- | ----- | ----- | ----- |
| Број домаћинстава | 76    | 79    | 74    | 77    | 70    | 37    | 34    |

| Број чланова      | 1  | 2  | 3 | 4 | 5 | 6 | 7 | 8 | 9 | 10 и више | Просек |
| ----------------- | -- | -- | - | - | - | - | - | - | - | --------- | ------ |
| Број домаћинстава | 15 | 13 | 2 | 0 | 1 | 1 | 1 | 0 | 1 | 0         | 2,18   |

| Пол    | Укупно | Неожењен/Неудата | Ожењен/Удата | Удовац/Удовица | Разведен/Разведена | Непознато |
| ------ | ------ | ---------------- | ------------ | -------------- | ------------------ | --------- |
| Мушки  | 33     | 6                | 21           | 4              | 2                  | 0         |
| Женски | 32     | 3                | 18           | 11             | 0                  | 0         |
| УКУПНО | 65     | 9                | 39           | 15             | 2                  | 0         |

| Пол    | Укупно                    | Пољопривреда, лов и шумарство | Рибарство                            | Вађење руде и камена | Прерађивачка индустрија       |
| ------ | ------------------------- | ----------------------------- | ------------------------------------ | -------------------- | ----------------------------- |
| Мушки  | 11                        | 8                             | 0                                    | 1                    | 1                             |
| Женски | 5                         | 5                             | 0                                    | 0                    | 0                             |
| УКУПНО | 16                        | 13                            | 0                                    | 1                    | 1                             |
| Пол    | Производња и снабдевање   | Грађевинарство                | Трговина                             | Хотели и ресторани   | Саобраћај, складиштење и везе |
| Мушки  | 0                         | 1                             | 0                                    | 0                    | 0                             |
| Женски | 0                         | 0                             | 0                                    | 0                    | 0                             |
| УКУПНО | 0                         | 1                             | 0                                    | 0                    | 0                             |
| Пол    | Финансијско посредовање   | Некретнине                    | Државна управа и одбрана             | Образовање           | Здравствени и социјални рад   |
| Мушки  | 0                         | 0                             | 0                                    | 0                    | 0                             |
| Женски | 0                         | 0                             | 0                                    | 0                    | 0                             |
| УКУПНО | 0                         | 0                             | 0                                    | 0                    | 0                             |
| Пол    | Остале услужне активности | Приватна домаћинства          | Екстериторијалне организације и тела | Непознато            | Непознато                     |
| Мушки  | 0                         | 0                             | 0                                    | 0                    | 0                             |
| Женски | 0                         | 0                             | 0                                    | 0                    | 0                             |
| УКУПНО | 0                         | 0                             | 0                                    | 0                    | 0                             |

## Познате личности
- Благоје Пауновић, некадашњи југословенски и српски фудбалер